# Stefko Velichkov
Stefko Konstantinov Velichkov (bulgare : Cтeфaн Кoнстaнтинoв Вeличкoв), né le 15 août 1949 à Pleven en Bulgarie, est un joueur de football international bulgare qui évoluait au poste de défenseur.

## Biographie

### Carrière en club
Avec le CSKA Sofia, il remporte deux titres de champion de Bulgarie.

### Carrière en sélection
Avec l'équipe de Bulgarie, il joue 22 matchs, pour un but inscrit, entre 1971 et 1974.
Il joue son premier match en équipe nationale le 7 avril 1971, en amical contre la Grèce. Il inscrit son premier but avec la Bulgarie le 19 mai 1971, lors d'un match contre la Hongrie rentrant dans le cadre des éliminatoires de l'Euro 1972.
Il figure dans le groupe des sélectionnés lors de la Coupe du monde de 1974. Lors du mondial organisé en Allemagne, il joue trois matchs : contre la Suède, l'Uruguay, et enfin les Pays-Bas.

## Palmarès
CSKA Sofia
- Championnat de Bulgarie (2) :
  - Champion : 1974-75 et 1975-76.

- Coupe de Bulgarie :
  - Finaliste : 1975-76.